# 122e bataillon de tirailleurs sénégalais
Le 122e Bataillon de Tirailleurs Sénégalais (ou 122e BTS) est un bataillon français des troupes coloniales.

## Création et différentes dénominations
- 01/07/1918: Formation du 122e Bataillon de Tirailleurs Sénégalais à Fréjus, avec des éléments prélevés sur les 72e, 73e et 120e BTS
- 15/11/1918: Le bataillon passe une partie de ses effectifs aux 28e, 31e et 35e BTS
- 05/12/1918: Reçoit 600 tirailleurs du 128e BTS
- 28/02/1919: Dissolution du 122e BTS, les hommes sont reversés aux 69e et 70e BTS

## Chefs de corps
- 01/07/1918: Chef de Bataillon Tujagne
- 25/07/1918: Chef de Bataillon Sourisceau
- 06/12/1918: Chef de Bataillon Trouich

## Historique des garnisons, combats et batailles du122eBTS
- 21/08/1918: Embarquement à destination de Connantre
- 23/08/1918: Arrivée à Dormans, après avoir été ré-aiguillé en gare de Troyes
- 20/11/1918: Embarquement en gare d'Épernay à destination de Fréjus

### Sources et bibliographie
Mémoire des Hommes